# 小作 (ほうとう)
小作（こさく）は株式会社甲州ほうとう小作が運営するほうとうを主力メニューとするチェーン店である。

## 概要
山梨県や長野県の郷土料理であるほうとうを観光食や外食用にアレンジした商品が多い。日常食として食べられる普通のカボチャ入りほうとうを「熟瓜ほうとう」として提供しているほか、スープにアズキやコチュジャンを使用したり、具材に鴨肉や猪肉、熊肉やスッポンを使用したものまである。また冷やしほうとうであるおざらや定食物、馬刺しや鮑の煮貝なども提供している。
2020年4月14日より休業していた県立美術館前店（山梨県甲府市）を閉店。
2020年現在、山梨県や長野県に9店舗を展開している。

## 企業情報
- 住所:〒400-0024 山梨県甲府市北口1-4-11

## 店舗一覧
- 甲府駅前店（山梨県甲府市）
- 甲府北口駅前店（山梨県甲府市）
- 双葉バイパス店（山梨県甲斐市）
- 竜王玉川店（山梨県甲斐市）
- 河口湖店（山梨県南都留郡富士河口湖町）
- 山中湖店（山梨県南都留郡山中湖村）
- 石和駅前通り店（山梨県笛吹市）
- 清里高原店（山梨県北杜市）
- 諏訪インター前店（長野県諏訪市）